# Yoo Byung-eun
Yoo Byung-eun (Yoo Byeong-eun 유병언, 兪炳彦) alias Ahae (né à Kyoto le 11 février 1941 et retrouvé mort le 12 juin 2014 à Suncheon) est un homme d'affaires, prédicateur évangélique et photographe amateur sud-coréen.
Surnommé « le milliardaire sans visage », il est connu pour avoir figuré au milieu de plusieurs scandales en tant que pasteur évangélique, pour des mécénats controversés pour Le Louvre et le château de Versailles, et pour être recherché pour détournement de fonds et évasion fiscale dans le cadre de l'enquête autour du naufrage du ferry Sewol — dont lui et sa famille étaient propriétaires — intervenu le 16 avril 2014.

## Biographie
Yoo Byung-eun est connu comme le « milliardaire sans visage » en raison de ses rares apparitions publiques,.
Il est propriétaire de la société new-yorkaise Ahae Press Inc.
En 2012, il acquiert un hameau abandonné du Limousin : celui de Courbefy en Haute-Vienne.

### Statut d'artiste

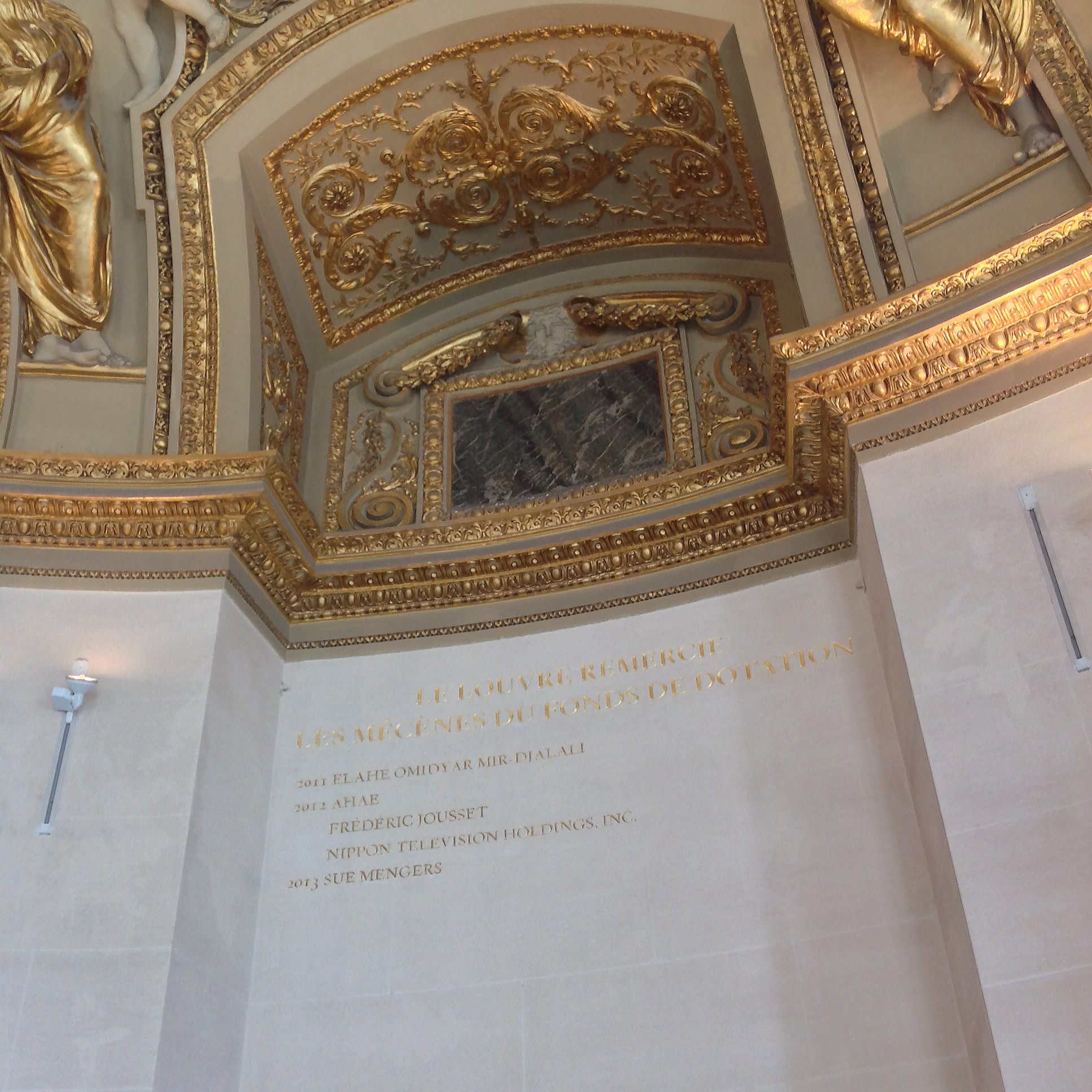
Le nom d'Ahae, en tant que mécène, gravé au Louvre,,.

Ahae (nom d'artiste) est spécialisé dans la photographie de paysage et d'animaux sauvages. Au début des années 2010, en l'espace de seulement quatre ans, Ahae affirme avoir pris plus de 2,6 millions de photos, toutes depuis la même fenêtre de son studio isolé, où il vit et travaille, situé à la campagne, au sud de Séoul. De cette série photographique, il réalise une exposition appelée Through My Window (« De ma fenêtre »).
Exposé notamment au Jardin des Tuileries en 2012 ou à l'Orangerie du château de Versailles en 2013, Ahae n'est pas pour autant unanimement considéré comme un artiste. Appuyant que « ses photos, certes belles parfois et techniquement de qualité, sont confondantes de banalité au regard de ce qui se fait dans le genre », le site « Louvre pour tous » publie ainsi en 2013 une enquête révélant son identité et l'accusant d'user de sa qualité de mécène pour présenter ses œuvres dans des institutions reconnues. À la suite de ces révélations et du naufrage du Sewol, des contrats de mécénat et des expositions de l'artiste sont annulés en France.

### Activités religieuses
Il est un prédicateur évangélique, un écrivain religieux et membre d'un groupe religieux dont trente-trois membres sont morts dans des conditions non élucidées en 1987. Il est cofondateur d'un mouvement religieux classé comme secte en Corée du Sud.
Il a dévoué sa vie à la prédication sur le salut et est l'auteur de plusieurs ouvrages et de nombreux sermons.

## Naufrage duSewol
Yoo Byung-eun, ou la famille Yoo, est propriétaire de la Cheonghaejin Marine Company qui exploitait le ferry Sewol, ferry qui a coulé le 16 avril 2014 (476 personnes à bord — plus de 300 morts).
Il est recherché dans cette affaire par les autorités sud-coréennes, pour détournement de fonds et évasion fiscale, bien que se défendant d'en être responsable.

## Décès
Le 22 juillet 2014, la police sud-coréenne révèle avoir retrouvé le 12 juin un corps en état de décomposition avancée dans un verger de Suncheon (province de Jeolla du Sud), à quelques kilomètres de la résidence de Yoo Byung-Eun. Les tests ADN ont permis d'identifier le corps comme étant celui de Yoo Byung-Eun. L'enquête en cours doit déterminer les circonstances du décès, autour duquel subsistent des zones d'ombre : temps d'identification très long et possibles arrangements autour du pouvoir sud-coréen,.

## Galerie

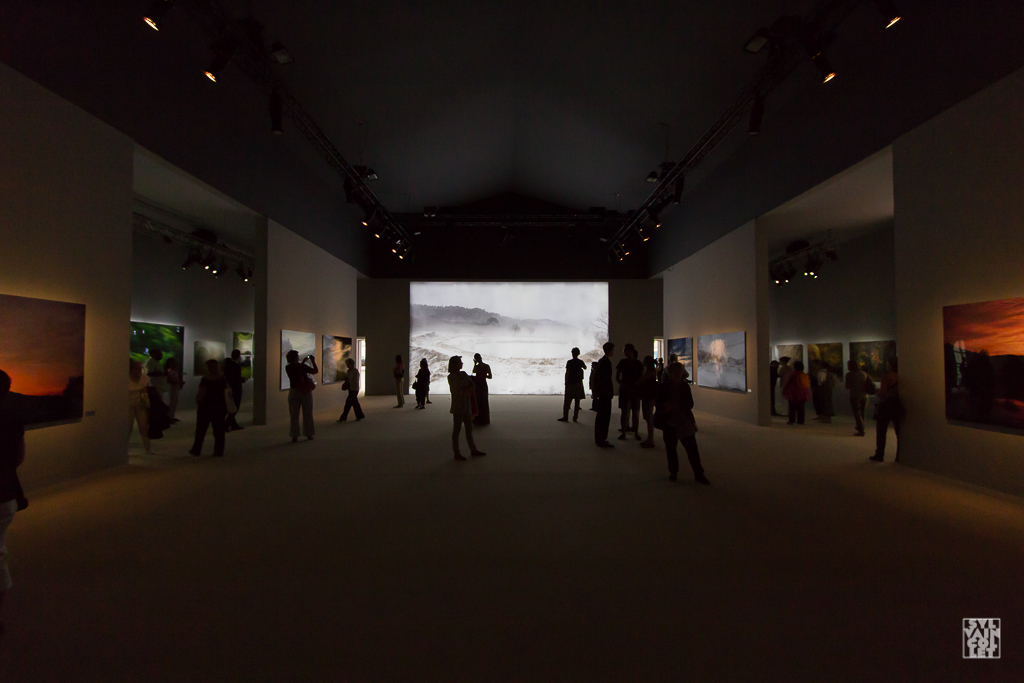
Jardin des Tuileries 2012
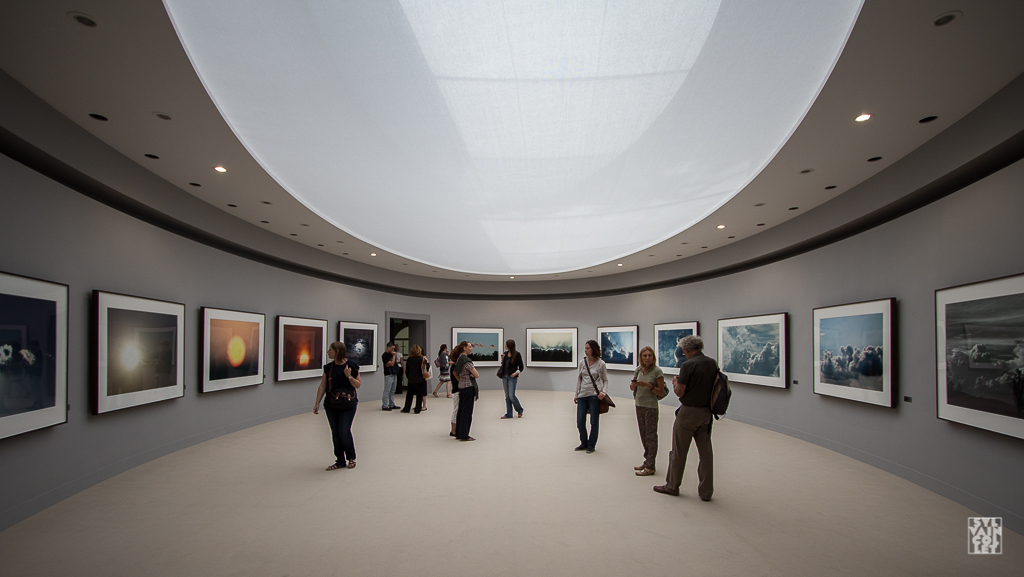
Jardin des Tuileries 2012
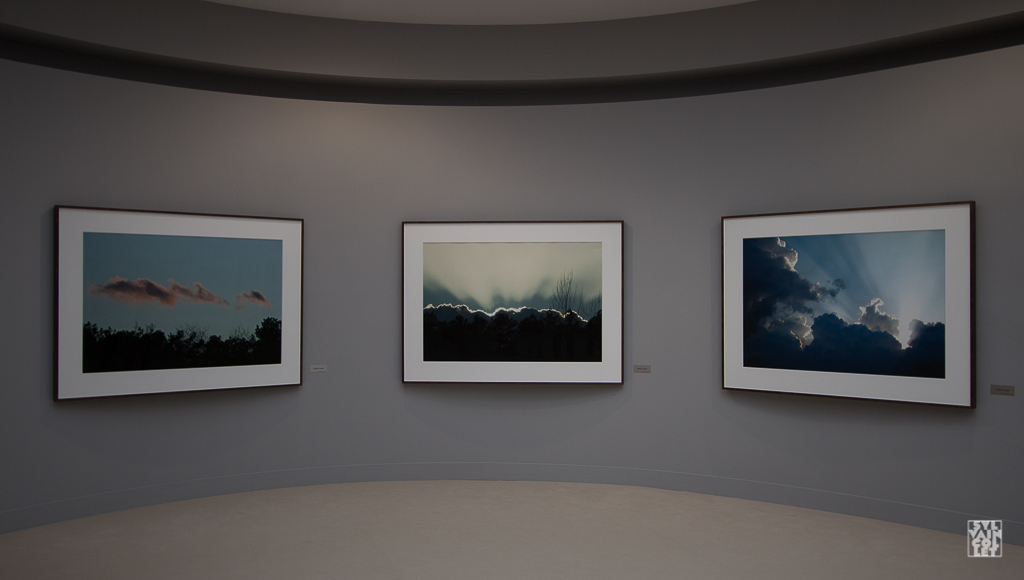
Jardin des Tuileries 2012
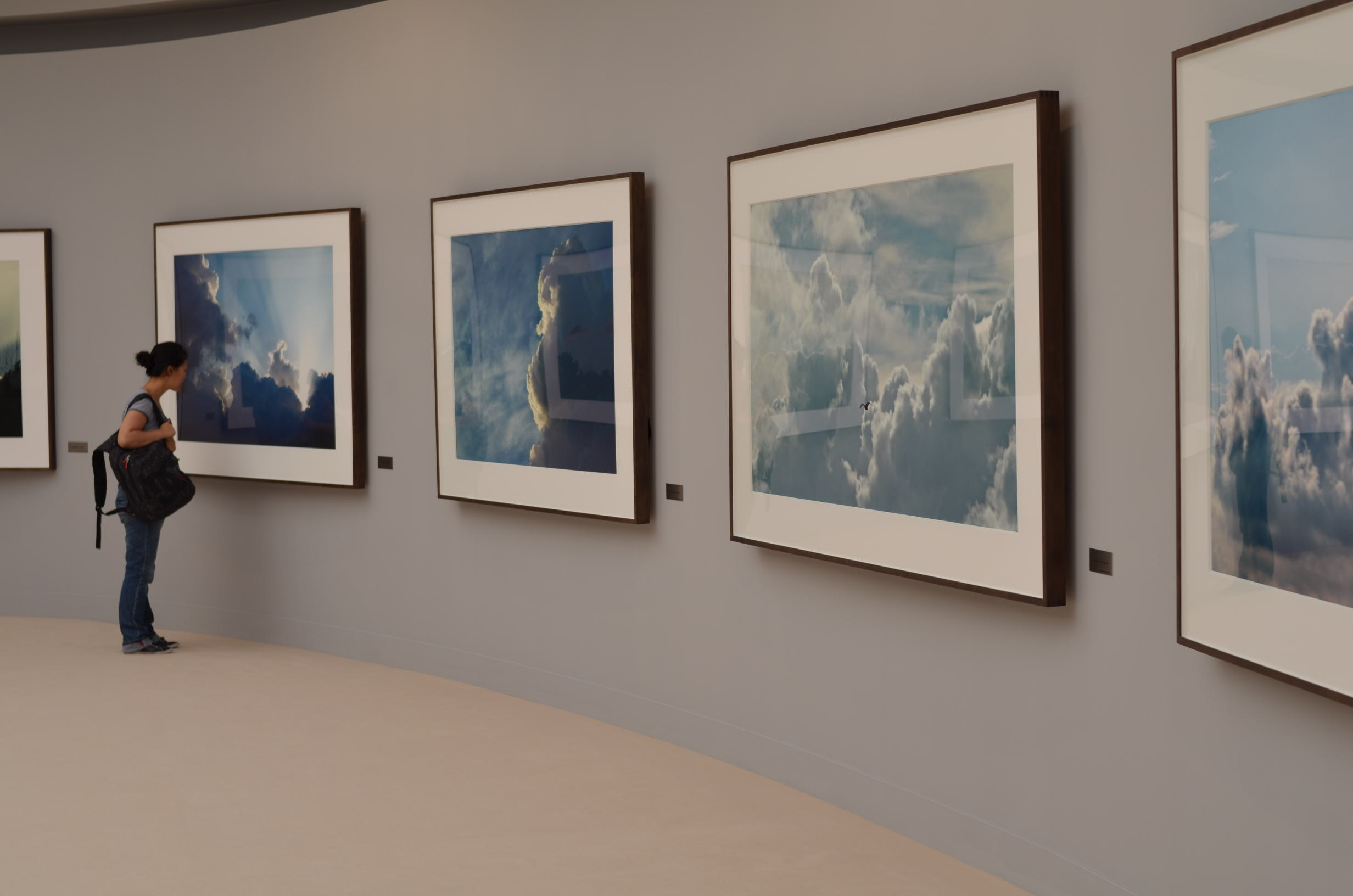
Jardin des Tuileries 2012
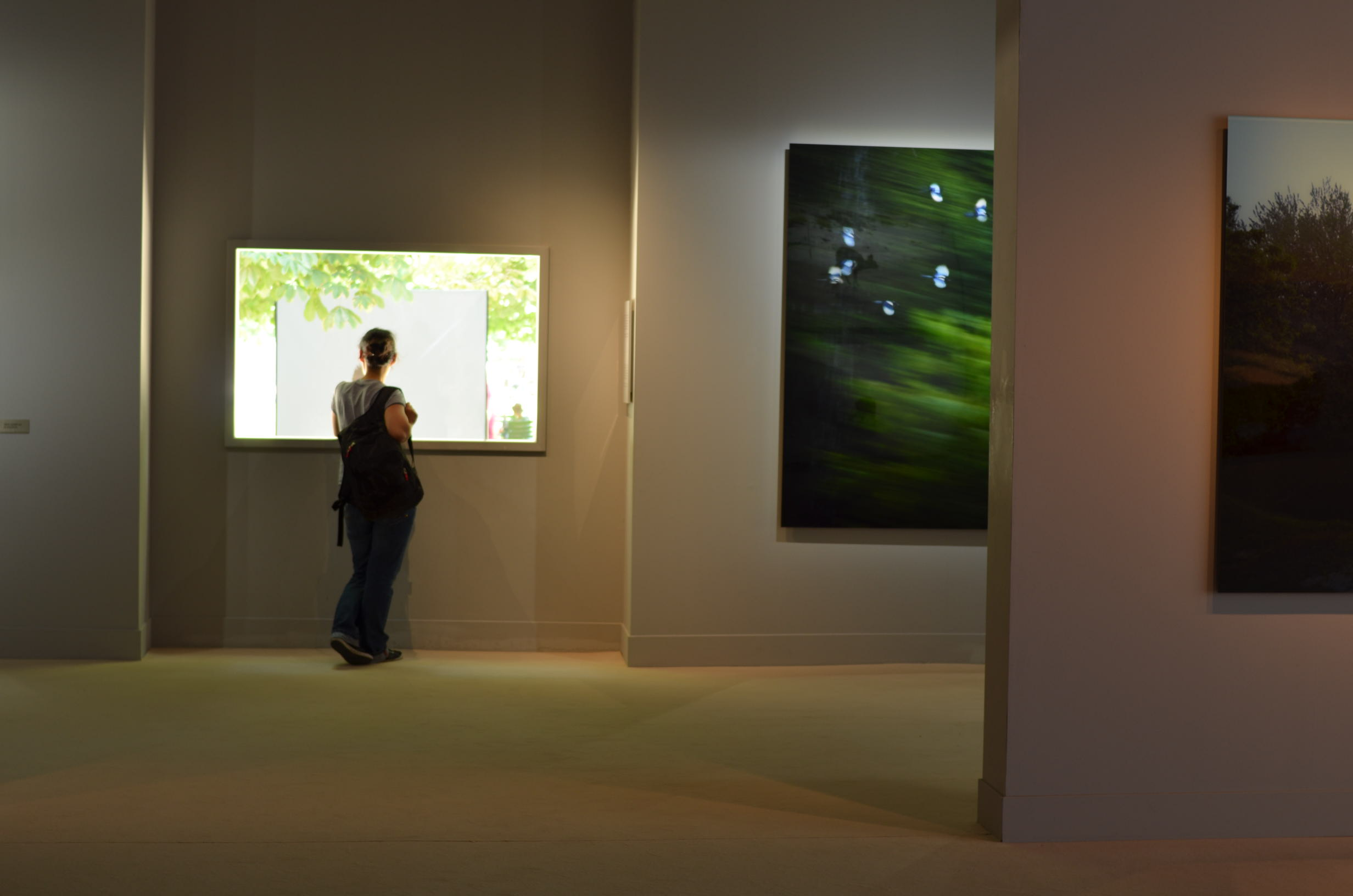
Jardin des Tuileries 2012
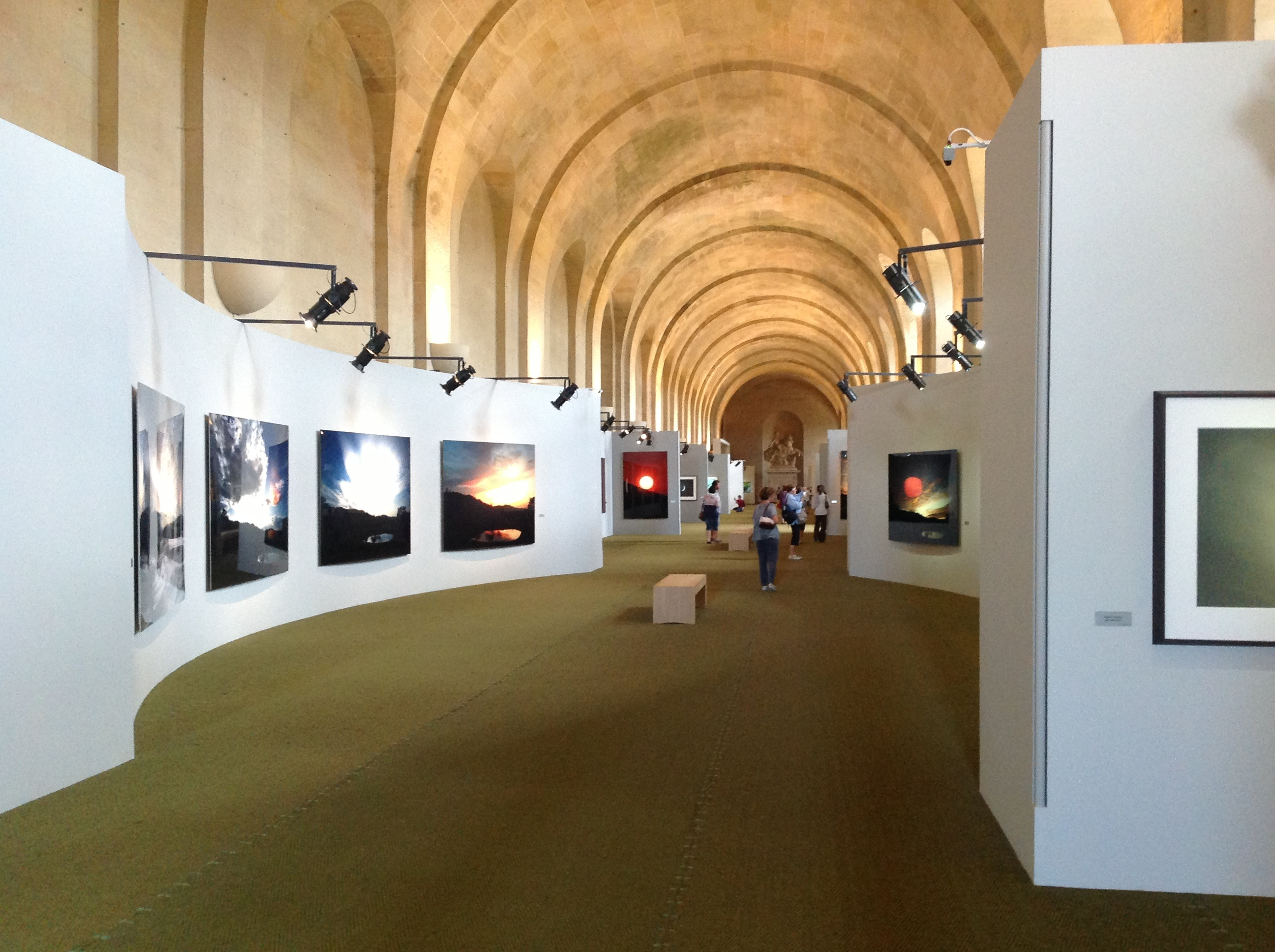
Versailles 2013
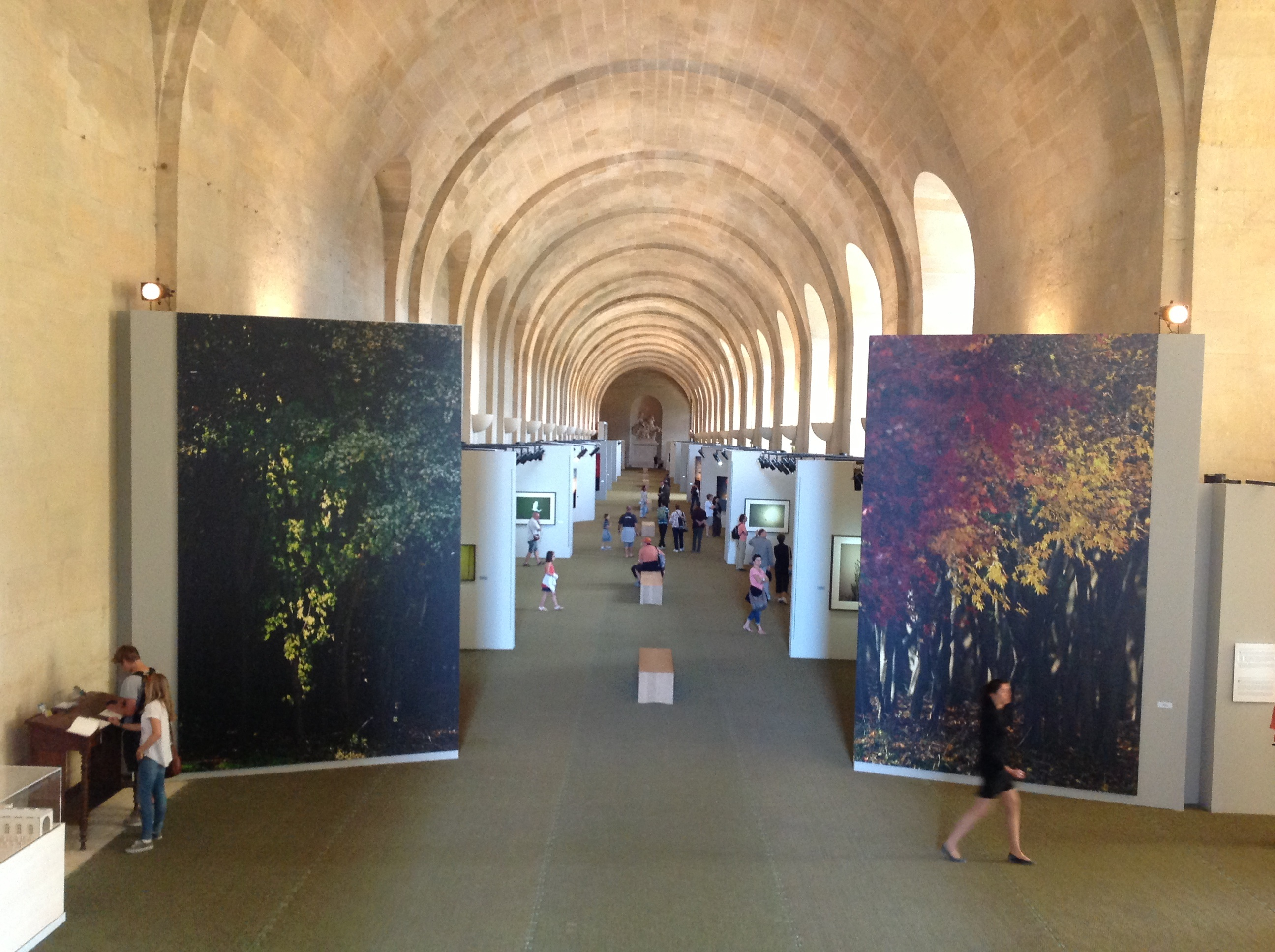
Versailles 2013
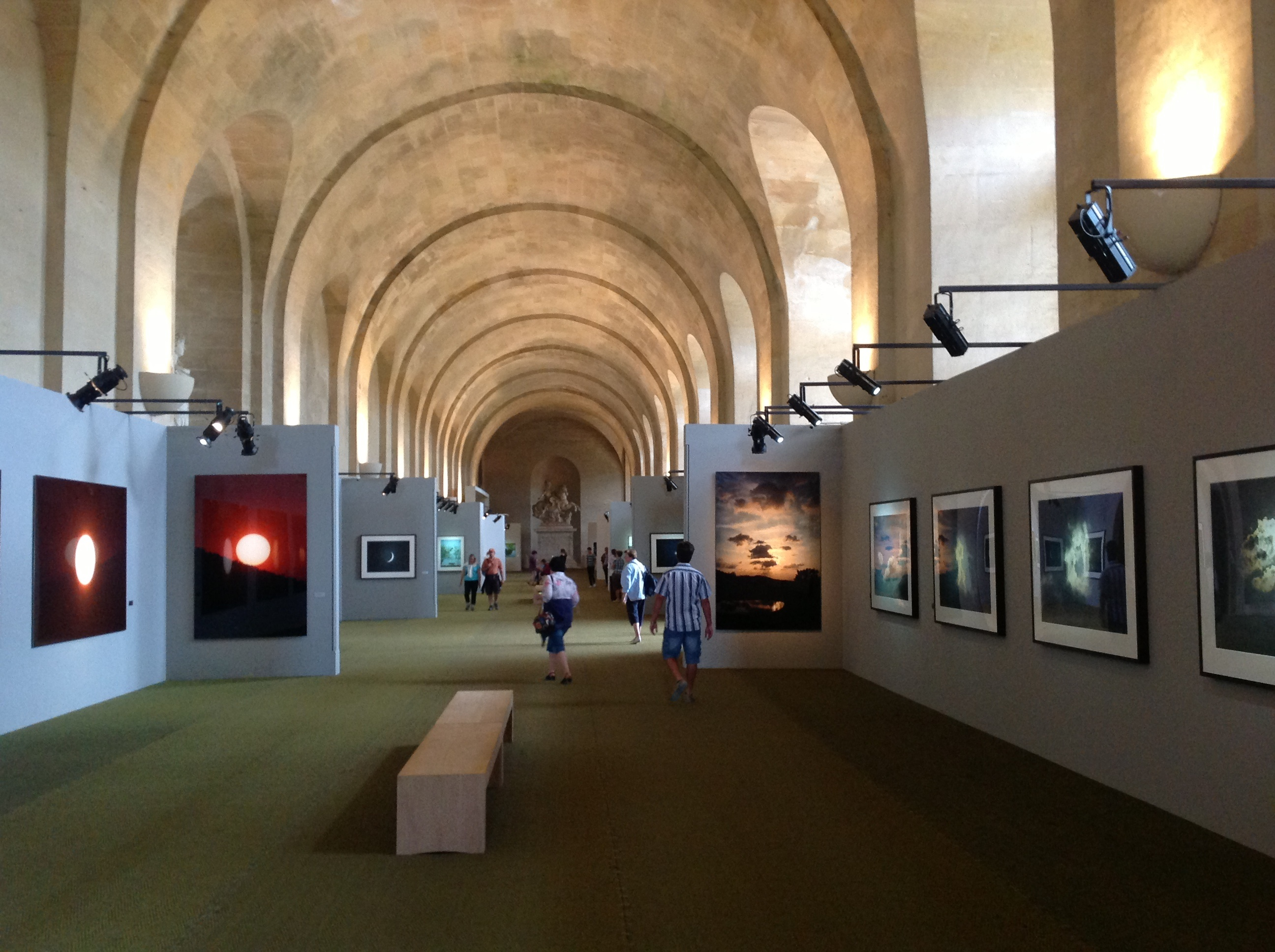
Versailles 2013
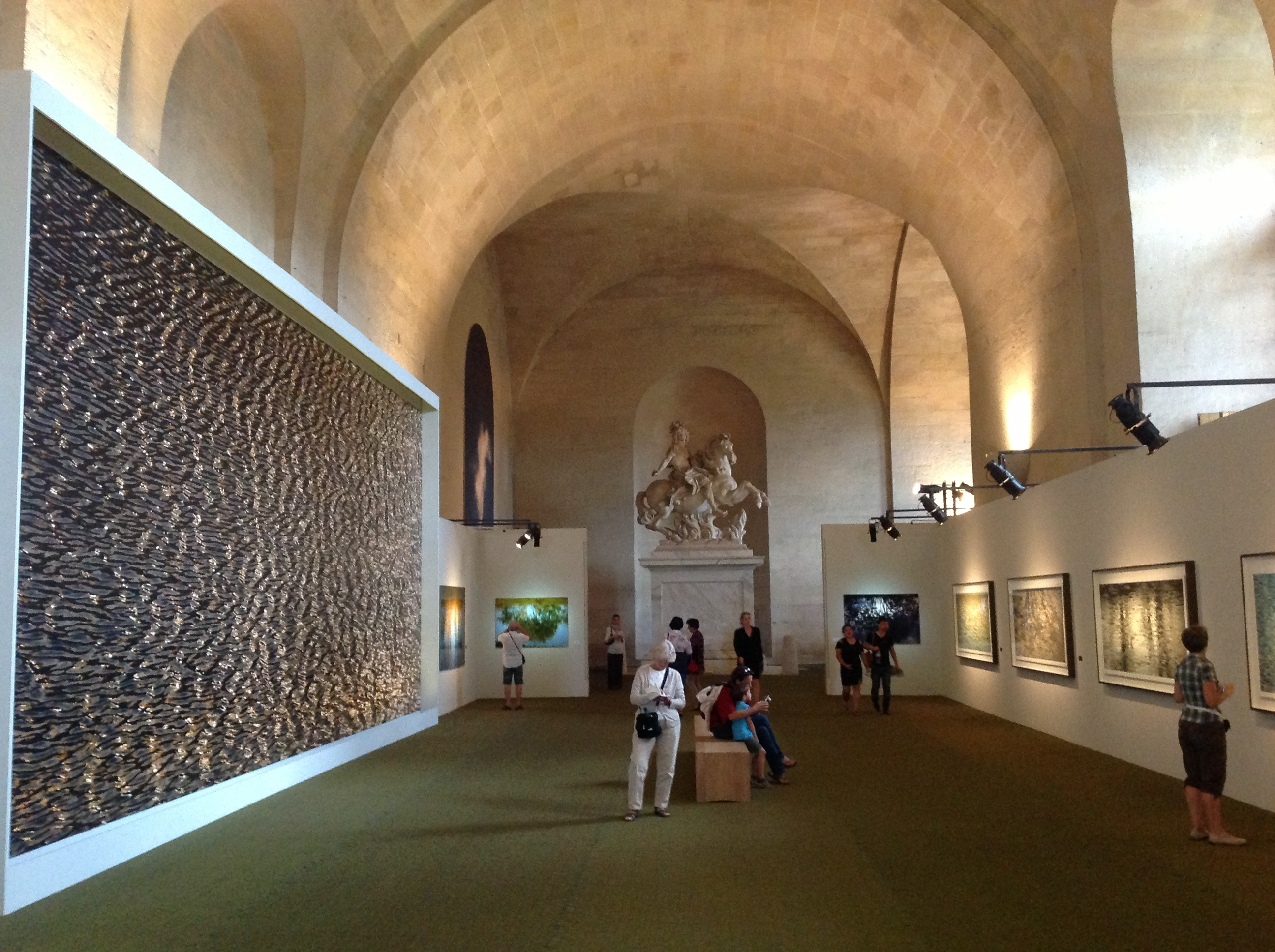
Versailles 2013
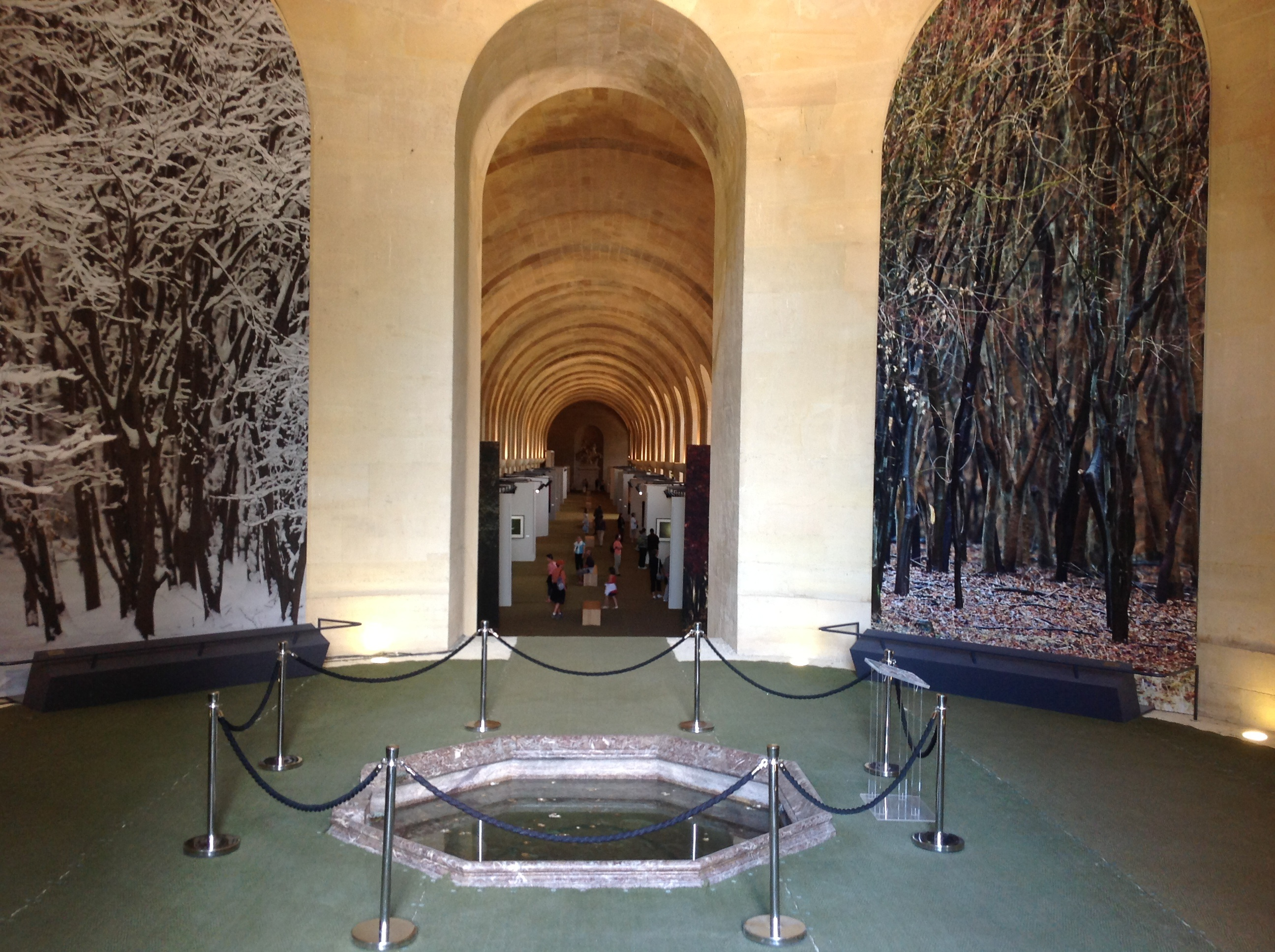
Versailles 2013
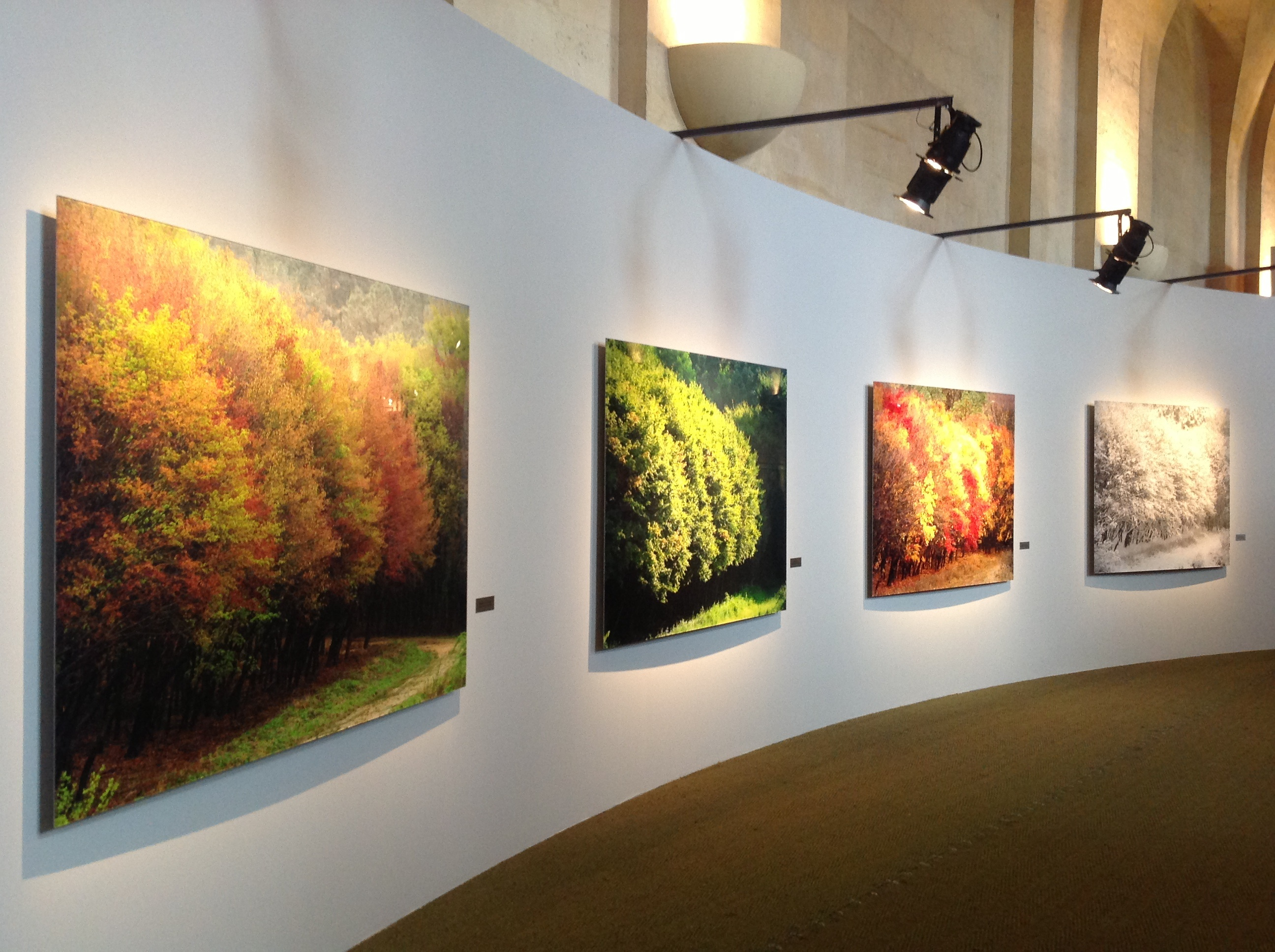
Versailles 2013
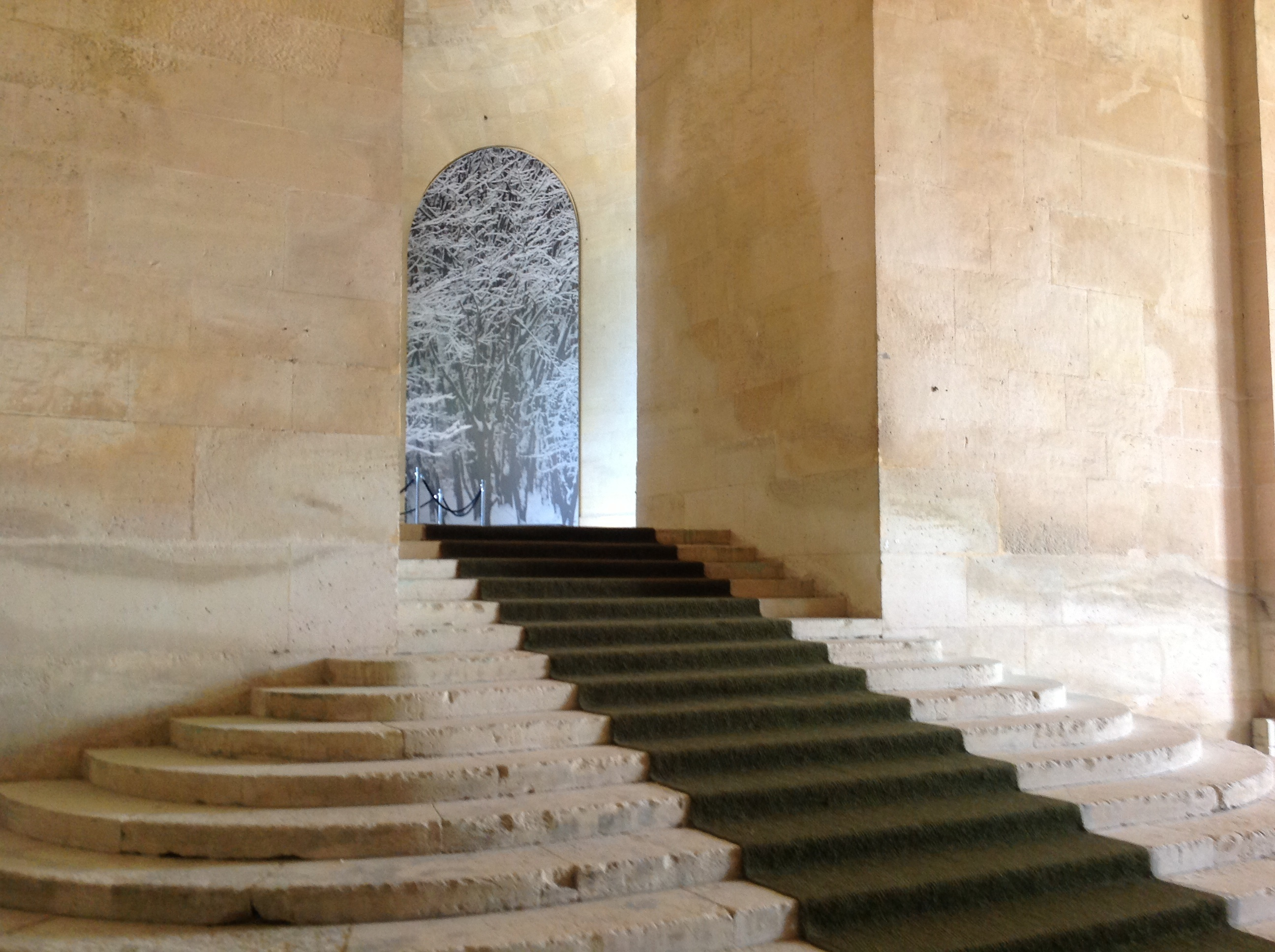
Versailles 2013
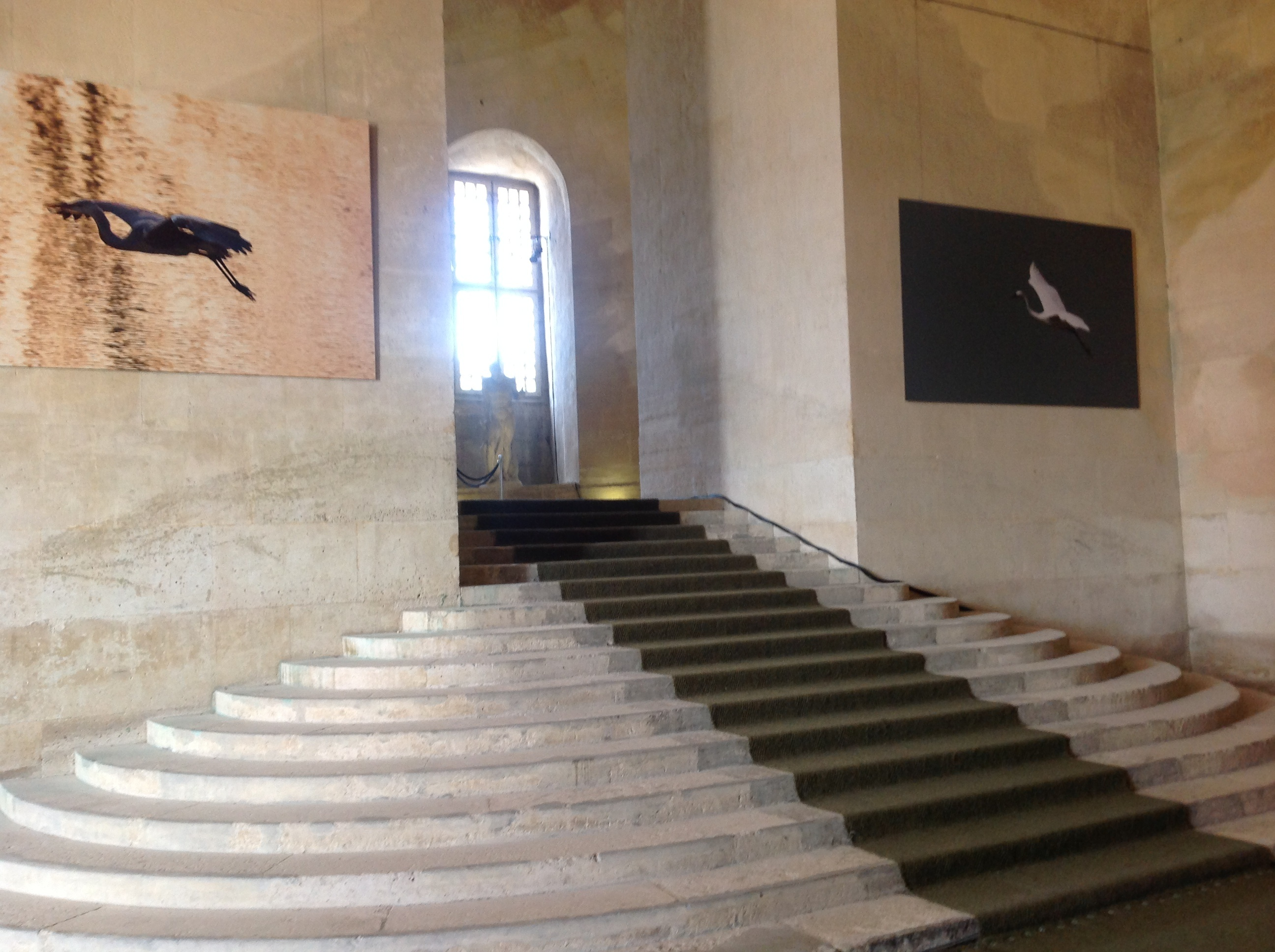
Versailles 2013

### Documentaire
- Complément d'enquête, Milliardaires : les bonnes œuvres ça rapporte !, 2023